# Hita (Spanyolország)
Hita egy község Spanyolországban, Guadalajara tartományban. Hita Torija, Cañizar, Torre del Burgo, Taragudo, Alarilla, Espinosa de Henares, Copernal, Casas de San Galindo, Muduex, Valdearenas és Trijueque községekkel határos. Lakosainak száma 331 fő (2024).

## Népesség
A település népessége az utóbbi években az alábbiak szerint változott:
| Lakosok száma | 249  | 299  | 361  | 416  | 416  | 374  | 339  | 294  | 292  | 331  |
|               | 2001 | 2004 | 2006 | 2009 | 2011 | 2014 | 2016 | 2019 | 2021 | 2024 |